# El propio enemigo (Star Trek: La serie original)
"El propio enemigo" (en idioma original, The Enemy Within) es el episodio número 5 en ser transmitido y el número 4 en ser producido de Star Trek: La serie original. Fue transmitido el 6 de octubre de 1966, y fue escrito por Richard Matheson y dirigido por Leo Penn.
En la versión Bluray publicada el 28 de abril de 2009 por la Paramount, ASIN: B001TH16DS, el título de este episodio en el audio en español es dado como El enemigo interior.
Resumen: Un malfuncionamiento del teletransportador divide al capitán Kirk en dos versiones, una buena y otra malvada, pero ninguna de las dos es capaz de funcionar por separado por mucho tiempo.

## Trama
En la fecha estelar 1672.1, la USS Enterprise, bajo el mando del capitán James T. Kirk, se encuentra efectuando una exploración geológica en el planeta Alpha 177. El técnico geológico Fisher se cae desde un terraplén y se hiere la mano. Él es inmediatamente teletransportado de regreso a la Enterprise para tratamiento médico. Durante el proceso de teletransportación, el sistema se comporta en forma extraña. Muy cerca de perder al técnico, el Sr. Scott inmediatamente hace una comprobación del equipo del transportador, pero no encuentra nada malo. Sin embargo él se da cuenta de que un polvo magnético, producto de la caída, cubre el uniforme de Fisher cuando el técnico se materializa. Scotty le ordena que descontamine el uniforme.
Poco después, el capitán Kirk se teletransporta de regreso a la nave. El teletransportador parece trabajar correctamente pero Kirk se siente desorientado. Scotty lo escolta fuera de la sala dejándola desocupada. Un momento más tarde un segundo capitán Kirk se materializa en el transportador y nadie se da cuenta de su llegada. Este Kirk es la "otra mitad" de la dividida personalidad del capitán: una manifestación física de sus cualidades más egoísmo y mal.
La primera cosa que hace este Kirk "malvado" es dirigirse a la enfermería, donde le exige una botella de brandy sauriano al Dr. McCoy. McCoy no comprende este súbito y agresivo cambio de comportamiento.
De regreso a la sala de transportación, Scotty teletransporta un espécimen animal, parecido a un perro con pequeños cuernos, recolectado por la partida de desembarco. Sin embargo, dos "perros", llegan a la plataforma de la teletransportadora. Uno es extremadamente vicioso, mientras que el otro es muy tímido, aunque los dos externamente son idénticos. Confirmando que el equipo sólo envió un solo espécimen, Scotty se da cuenta de que algo está muy mal con el sistema de teletransportación. Es forzado a mantener al resto de la partida de desembarque (incluyendo al teniente Sulu) en la superficie del planeta hasta poder resolver este problema.
Mientras tanto, el Kirk malvado aparece borracho y alborotador, y entra en la habitación de la Yeoman Janice Rand y se acuesta en su cama a esperarla. Cuando ella llega, él trata de aprovecharse sexualmente de ella. Rand se defiende, y en la lucha ella le araña la cara con sus uñas logrando separarse y se acerca a la puerta para huir, donde es alcanzada por Kirk. En ese momento son vistos por el Tripulante Fisher, al que Rand le pide que llame al Sr. Spock. Desafortunadamente, el Kirk malvado incapacita a Fisher antes de que él pueda pedir ayuda. Simultáneamente en otra parte de la nave, el Kirk bueno comienza a mostrar signos de debilidad, perdiendo su habilidad para tomar decisión y liderazgo.
El Kirk malvado le quita un arma fáser a un tripulante, al que también incapacita, para luego esconderse en los niveles inferiores de la nave. Anticipando este movimiento el Kirk bueno se enfrenta al Kirk malvado en la cubierta de ingeniería, durante la lucha Spock logra aturdir al malvado usando un pellizco vulcano. Spock no está seguro de cómo proceder hasta que observa que Kirk malvado comienza a mostrar signos de fatiga, lo que indica que él puede estar agonizando.
Se dan cuenta rápidamente de que ninguno de los Kirk puede sobrevivir estando separados. El tiempo se está acabando no sólo para los Kirk, sino también para la partida de desembarque, cuyos miembros están lentamente muriendo congelados a medida que la noche y la temperatura caen en Alpha 177.
Scotty informa que la unidad ionizadora de la transportadora está dañada y que normalmente tomaría una semana repararla, sin embargo, él y Spock improvisan una conexión para energizar el transportador a partir del motor de impulso de la nave. Ellos logran recombinar a la criatura perro, pero ésta muere como resultado del estrés. Sin perder la esperanza, Scotty continúa trabajando para encontrar una solución.
Al mismo tiempo, el Kirk bueno desata, de su camilla en la enfermería, al Kirk malvado cuando este último le promete que no peleará. Sin embargo, en cuanto es liberado ataca al Kirk bueno y lo domina quitándole el fáser, para luego dirigirse al puente, donde ordena que abandonen la órbita. El Kirk bueno lo sigue y lo enfrenta. El Kirk malvado colapsa producto de la tensión. El Kirk bueno lo lleva a la sala de transportación donde Spock los desmaterializa a ambos, para luego materializarlos recombinados en un solo Kirk. Demostrando que su poder de mando ha regresado, junto con su inteligencia y compasión, las primeras palabras de Kirk son: "Suban a esos hombres rápido". Los miembros de la partida de desembarco son subidos, y aparte de una "pequeña" exposición al frío y congelamiento, se encuentran bien.
De regreso al puente, Kirk es nuevamente él mismo. Él le dice a Spock: "Gracias, Sr. Spock—de parte de ambos". Cuando es consultado acerca de qué decirle a la tripulación, Kirk explica que el intruso está de regreso a donde pertenece y que eso es suficiente.

## Música
Este episodio pertenece al pequeño grupo para los cuales se escribió un arreglo completo, en este caso por Sol Kaplan. Jeff Bond explica: "Aunque él escribió sólo dos partituras para la serie, la música del compositor de New York Sol Kaplan persistió durante las dos primeras temporadas de la serie. "...'El propio enemigo' es un arreglo espeluznantemente intelectual, pero que es sobrepasado por la compasión por el problema de Kirk y clínicamente apartado en su melódica experimentación de la situación... La agresiva y amenazante música del malvado Kirk hizo importantes contribuciones al ser incorporada en otros episodios".

## Remasterización del aniversario de los 40 años
Este episodio fue remasterizado en el año 2006 y transmitido el 26 de enero de 2008 como parte de la remasterización de la Serie Original. Fue precedido una semana antes por el remasterizado "Que ese sea su último campo de batalla" y seguido una semana después por el remasterizado "El suplantador". Además de mejorar el sonido y la imagen, la remasterización también alteró elementos del episodio original. Además de todas las animaciones por computador de la USS Enterprise que es lo normal en las revisiones, los cambios específicos en este episodio incluyen:
- El planeta Alpha 177 ha sido recreado digitalmente para parecer más realista. No mucho más fue cambiado en este episodio.

## Recepción
Zack Handlen del The A.V. Club calificó este episodio con una 'A-', notando que mientras que el último acto de episodio fue algo redundante, los primeros dos se desarrollaron sin problemas y describe la actuación de Shatner como la mitad buena de Kirk como de "una calidad muy sólida".